# Célula dendrítica

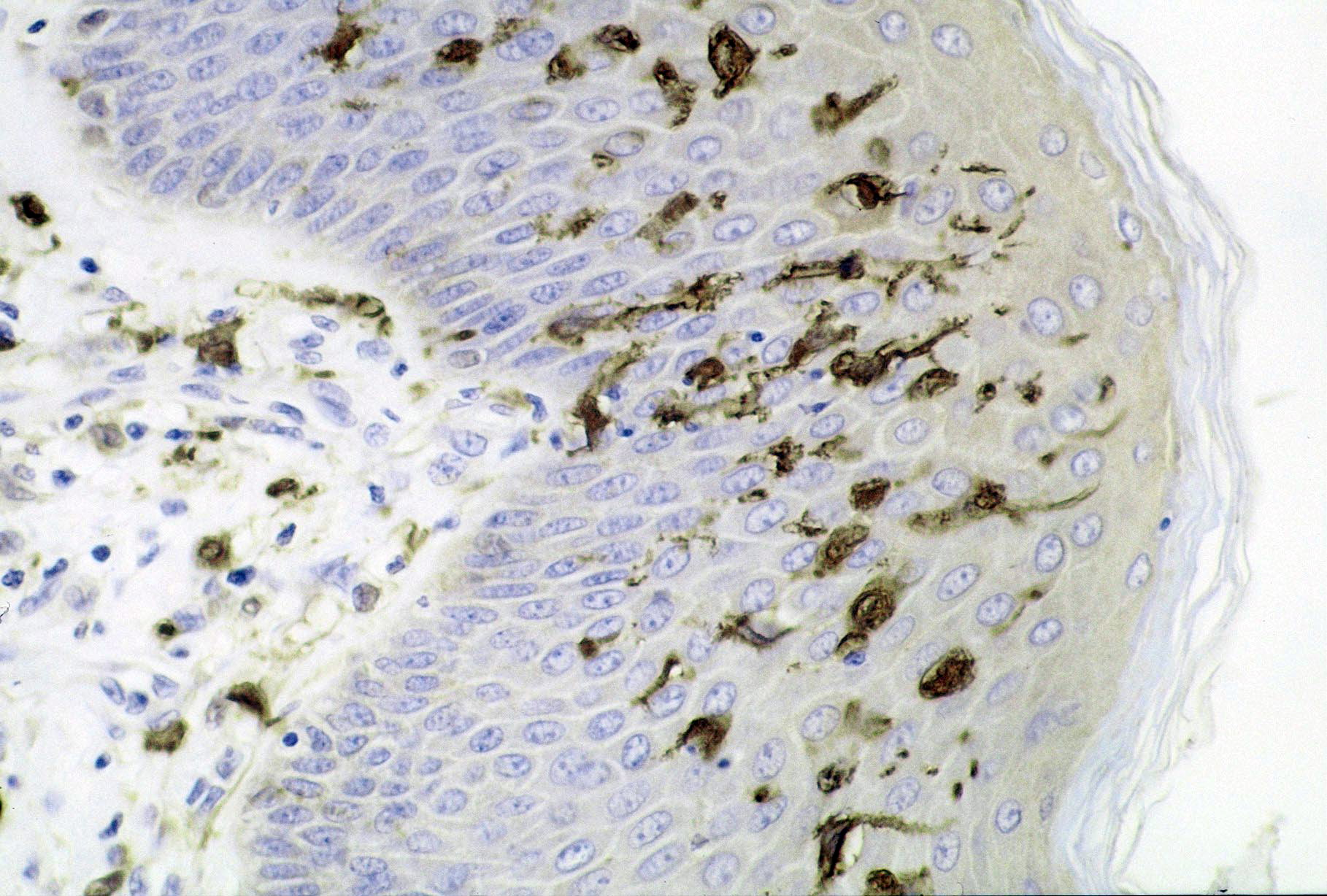
Secção da pele que mostra uma grande quantidade de células dendríticas na epiderme.

As células dendríticas (Et: do grego δένδρον, árvore; ou DC inglês: Dendritic Cell), são leucócitos que protegem o corpo de antígenos, tanto invasores quanto próprios. Embora as células dendríticas constituam parte do sistema imunitário inato, sendo capazes de fagocitar patógenos, a sua principal função é processar material antigênico, devolve-lo à sua superfície e apresentá-lo às células especializadas do sistema imunitário. Neste sentido, atua como vínculo entre os dois sistemas.Além disso, as células dendríticas são especializadas na captura e apresentação de antígenos para os linfócitos e são consideradas uma ponte entre a imunidade inata e a adaptativa, por serem atraídas e ativadas por elementos da resposta inata e viabilizarem a sensibilização de linfócitos T da resposta imune adaptativa.Deste modo, as células dendríticas são células apresentadoras de antígenos. As células dendríticas existem em diferentes grupos de vertebrados, mas as suas características diferem entre um grupo e outro e inclusive dentro de um mesmo grupo. Embora sejam comuns dos mamíferos, também foram detectadas em frangos e tartarugas.
O seu nome faz referência a projeções citoplasmáticas que se desenvolvem num determinado momento do seu processo de maturação, semelhantes aos dendritos dos neurónios. As células dendríticas foram descobertas em 1973 por Steinman e Cohn como uma nova linhagem de células nós órgãos linfóides de camundongos (CONTI, Bruno José et al., 2014). Um estudo recente revelou a presença de células dendríticas no cérebro, o que pode representar uma segunda linha de defensa contra os patógenos que consigam atravessar a barreira hematoencefálica. Estas formam parte da chamada "micróglia heterogênea".
As células dendríticas pertencem a um tipo de leucócitos chamados fagócitos. Devido à sua elevada eficiência no momento de fagocitar material prejudicial ao corpo, as células dendríticas são consideradas fagócitos «profissionais», como neutrófilos, monócitos, macrófagos e mastócitos. Parte da eficácia fagocítica das células dendríticas deve-se à presença, em sua superfície, de moléculas chamadas receptores Toll-like, que podem detectar alguns patógenos, mas não são específicos, pois reconhecem que aquilo é estranho ao organismo, mas não têm a capacidade de diferenciar qual é o patógeno. As células dendríticas possuem duas linhagens celulares originadas das células tronco da medula óssea, são elas a linhagem mielóide e a linfóide. A primeira origina as células de Langerhans (pele), células dendríticas intersticiais (derme e interstício de órgãos sólidos) e células dendríticas derivadas de monócitos (imaturas e encontradas no tecido epitelial). Já as linfóides são as células dendríticas interdigitantes (folículos dos linfonodos) e circulantes (sangue, pequena quantidade). Estas são responsáveis por grande parte da produção de citocinas antivirais.
Tal como outros linfócitos, as células dendríticas derivam de células tronco hematopoiéticas pluripotentes. Quando são ainda imaturas, a sua função é ir procurar constantemente patógenos no meio que as rodeia mediante receptores de reconhecimento de padrões (os Toll-like). Assim que encontram um antigênio válido, começam a amadurecer e migram para os gânglios linfáticos, onde se encontram os linfócitos. Quando os linfócitos T detectam um antigênio numa célula dendrítica, ativam-se, proliferam e diferenciam-se em células efetoras. Por sua vez, os linfócitos T ativam os linfócitos B, que produzem anticorpos, e a partir desse momento a defensa contra os patógenos passa para o domínio da imunidade adquirida.